# Peter Iden

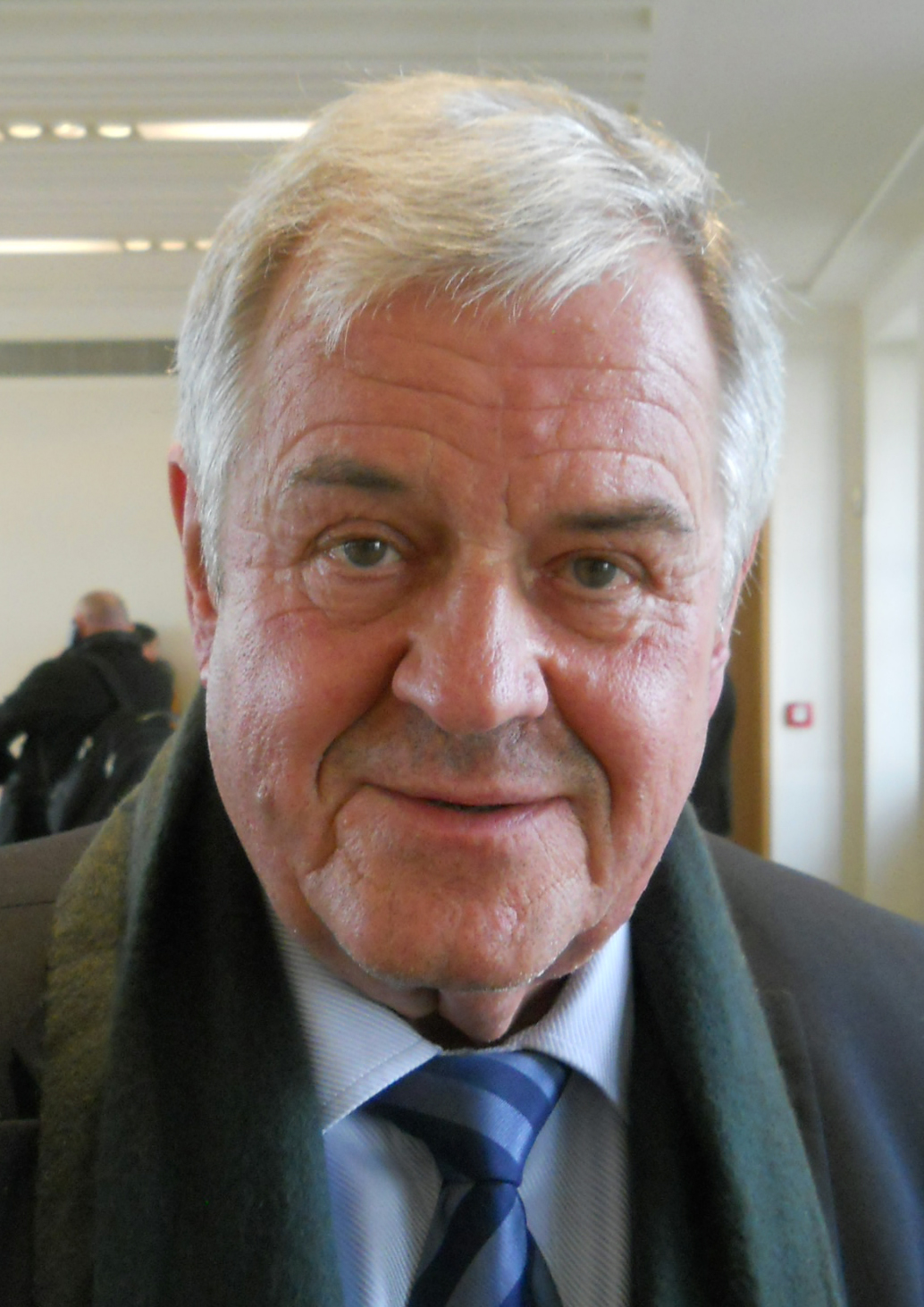
Peter Iden, 2013 in Frankfurt am Main

Peter Iden (* 11. September 1938 in Meseritz, Provinz Grenzmark Posen-Westpreußen) ist ein deutscher Theater- und Kunstkritiker.

## Leben und Werk
Idens Familie floh vor der Roten Armee in die britische Besatzungszone und ließ sich in Lauenburg an der Elbe nieder. Dort wuchs Iden auf und besuchte den humanistischen Zweig des Gymnasiums Johanneum in Lüneburg. Ab 1955 verbrachte er zwei Jahre bei einer Gastfamilie in Kalifornien. Nach seinem Umzug nach Frankfurt, wo sein Großvater ein Bauunternehmen besaß, und seinem Abitur 1958 an der Frankfurter Helmholtzschule studierte Peter Iden an der Goethe-Universität Frankfurt am Main Philosophie, Geschichte und Theaterwissenschaften. Er hörte Vorlesungen bei Theodor W. Adorno und Max Horkheimer, besonders beeindruckte ihn jedoch der Neukantianer Wolfgang Cramer. Er setzte sein Studium an der Universität Wien fort, da das dortige Archiv von Richard Hönigswald sein Interesse fand. In Wien war Iden unter anderem mit den damaligen Avantegarde-Künstlern Arnulf Rainer und Markus Prachensky befreundet.
Seit 1961 schrieb Iden journalistische Beiträge, angeregt durch den damaligen Kulturchef Erich Lissner, vor allem für die Frankfurter Rundschau. Um die gleiche Zeit lernte Iden in Frankfurt den Theaterregisseur Erwin Piscator kennen, wurde dessen Assistent und reiste mit ihm zwei Jahre durch Deutschland. Angeregt durch Piscator organisierte er mit dem Theaterverleger Karlheinz Braun von 1966 bis 1971 im Theater am Turm die „Experimenta“, die als eines der ersten internationalen Festivals für experimentelles Theater in Deutschland gilt. Iden gehörte 1972 zum Organisationskomitee der von Harald Szeemann kuratierten Documenta 5. Unter dem gleichen Titel Experimenta leitete er 1972 mit Braun auf der Documenta eine ähnliche Veranstaltung. Im selben Jahr wurde er Mitglied des PEN-Zentrums Deutschland.
Von 1978 bis 1987 war er mit Heinrich Klotz und Hilmar Hoffmann an der Gründung und am Aufbau des Museums für Moderne Kunst in Frankfurt am Main beteiligt und war dessen Gründungsdirektor. Durch den Teilerwerb der Sammlung des Darmstädter Unternehmers Karl Ströher, die er dem Hessischen Landesmuseum Darmstadt entziehen ließ, sicherte er 1981 dem Museum mit 87 Bildern, Plastiken, Objekten und Environments der amerikanischen Pop-Art, Minimal Art und einiger wichtiger europäischer Künstler einen wertvollen Grundstock. Ab 1982 war Iden Professor für Theater- und Kunsttheorie an der Hochschule für Musik und Darstellende Kunst Frankfurt am Main und Leiter der Abteilung Schauspiel.
Als Kulturjournalist bekannt geworden ist Iden als Theater- und Kunstkritiker der Frankfurter Rundschau, für die er im Laufe der Jahre mehr als 3000 Beiträge verfasste. Er war leitender Redakteur und von 1993 bis 2000 Feuilletonchef (Redaktionskürzel „P.I.“) der Frankfurter Rundschau.
2009 war Iden Sprecher der Kuratoren, die die viel beachtete Ausstellung „Sechzig Jahre. Sechzig Werke – Kunst aus der Bundesrepublik Deutschland“ im Martin-Gropius-Bau in Berlin zusammenstellten.
Iden ist Autor und Herausgeber zahlreicher Schriften über das zeitgenössische Theater und die Gegenwartskunst, 1995 wurde er mit der Goethe-Plakette des Hessischen Ministeriums für Wissenschaft und Kunst und 2006 mit der Goethe-Plakette der Stadt Frankfurt am Main ausgezeichnet.
Er lebt in Frankfurt am Main und am Gardasee.

## Schriften
- Gesellschaft – was ist das? Szenen aus dem zeitgenössischen Leben. Athenäum, Königstein 1985, ISBN 3-7610-8376-9.
- Jedes Bild ist eine Wirklichkeit selber. In: Peter Iden, Rolf Lauter: Bilder für Frankfurt. Bestandskatalog des Museums für Moderne Kunst. Prestel, München 1985, ISBN 3-7913-0702-9, S. 11–22.
- Vom Glück, ein Künstler zu sein. Interviews. Kerber, Bielefeld / Leipzig 2009, ISBN 978-3-86678-174-0.
- Roland Spahr (Hrsg.): Peter Iden: Der verbrannte Schmetterling. Wege des Theaters in die Wirklichkeit. Europäische Verlagsanstalt (EVA), Hamburg 2010, ISBN 978-3-434-50630-0 (Aufsatzsammlung 1963 bis 2005).
- Ingrid Mössinger, Anja Richter (Hrsg.): Die Macht der Bilder – Texte zur Kunst der Gegenwart 1962–2019. Wienand, Köln 2019, ISBN 978-3-86832-535-5.